# The Blind Boys of Alabama
The Blind Boys of Alabama je americká gospelová hudební skupina, založená v roce 1939 v Alabamě. Většina hudebníků v této skupiny byli slepí.

## Původní členové
- Clarence Fountain
- Jimmy Carter
- Johnny Fields
- George Scott
- Ollice Thomas
- JT Hutton
- Vel Bozman Traylor